# Перевалова, Светлана Викторовна
Светлана Викторовна Перевалова (род. 10 декабря 1974, Свердловск) — старший тренер молодёжной сборной России по спортивной аэробике, заслуженный тренер России (2008), тренер СДЮСШОР «Динамо» Железнодорожного района Екатеринбурга (Свердловская область) по спортивной аэробике. Судья всероссийской категории. Президент Федерации спортивной аэробики Свердловской области.

## Биография
Дед по отцовской линии — Михаил Тихонович — работал в районной администрации, а по материнской линии — Иван Фёдорорвич Панченко — фронтовик, работавший после войны на целине и в геологоразведке (вместе с Н. И. Ельциной). Отец, Виктор Михайлович — мастер спорта по фигурному катанию, а мама, Наталья Ивановна, занималась спортивной гимнастикой.
С 5 лет занималась фигурным катанием в школе клуба «Локомотив», затем (на протяжении 10 лет) — спортивной гимнастикой (там же). Кандидат в мастера спорта по спортивной гимнастике. Участница сборной Свердловской области по спортивной гимнастике.
Затем занялась спортивной аэробикой в спортивной детско-юношеской школе олимпийского резерва «Динамо» Железнодорожного района Екатеринбурга. В 1992 году участвовала в чемпионате России. Кандидат в мастера спорта по спортивной аэробике.
Впоследствии осталась тренером в СДЮШОР «Динамо».
Замужем. Муж Павел. Сын Семён (род. август 1996).

## Успехи воспитанников
- 2006 — Первенство мира. Нанджинь (Китай):

I место. Дмитрий Екименко, Станислав Кузин, Кристина Пименова, Евгения Четверня — в составе группы.
II место: Пара Станислав Кузин — Евгения Четверня.
- 2007 — Кубок мира. Боровец (Болгария):

I место. Дмитрий Екименко, Станислав Кузин, Михаил Назарьев — в составе группы.
- 2007 — Чемпионат Европы. Сомбатхэй (Венгрия):

I место. Дмитрий Екименко, Станислав Кузин, Михаил Назарьев — в составе группы.
III место. Пара Станислав Кузин — Ирина Клопова.
- 2008 — Чемпионат России:

I место. Пара Станислав Кузин — Ирина Клопова.
II место. Дмитрий Екименко, Михаил Назарьев — в составе трио.
I место. Дмитрий Екименко, Станислав Кузин, Михаил Назарьев — в составе группы.
- 2008 — Чемпионат мира. Ульм (Германия):

III место. Дмитрий Екименко, Станислав Кузин, Михаил Назарьев — в составе группы.
- 2008 — Первенство мира. Ульм (Германия):

II место. Александра Ржанникова, Ирина Шевякова, Валентина Эрленбуш — в составе группы.
III место. Вероника Корнева, Ольга Клименко.
На октябрь 2008 года Светланой Переваловой совместно с хореографом Мариной Федюкиной подготовлено семь мастеров спорта и три мастера спорта международного класса.